# Andrea Conti
Andrea Conti (Lecco, 2 maart 1994) is een Italiaans voetballer die bij voorkeur als rechtsback speelt. Hij verruilde Atalanta Bergamo in juli 2017 voor AC Milan. Conti debuteerde in 2017 in het Italiaans voetbalelftal.

## Clubcarrière
Conti is afkomstig uit de jeugdopleiding van Atalanta Bergamo. Tijdens het seizoen 2013/14 werd hij uitgeleend aan Perugia Calcio. In de Lega Pro Prima Divisione kwam hij tot een totaal van zeventien competitieduels. Het seizoen erop werd de vleugelverdediger uitgeleend aan Virtus Lanciano. In totaal speelde hij vierentwintig competitiewedstrijden in de Serie B. Op 6 januari 2016 debuteerde hij voor Atalanta in de Serie A tegen Udinese. Op 3 februari 2016 maakte Conti zijn eerste doelpunt in de Serie A, tegen Hellas Verona.

## Clubstatistieken
| Seizoen | Club              | Land            | Competitie | Competitie | Competitie | Beker | Beker | Europees | Europees | Totaal | Totaal |
| Seizoen | Club              | Land            | Competitie | Wed.       | Dlp.       | Wed.  | Dlp.  | Wed.     | Dlp.     | Wed.   | Dlp.   |
| ------- | ----------------- | --------------- | ---------- | ---------- | ---------- | ----- | ----- | -------- | -------- | ------ | ------ |
| 2013/14 | Atalanta Bergamo  | Vlag van Italië | Serie A    | 0          | 0          | 0     | 0     | —        | —        | 0      | 0      |
| 2013/14 | → Perugia Calcio  | Vlag van Italië | Serie C    | 17         | 0          | 1     | 0     | —        | —        | 18     | 0      |
| 2014/15 | → Virtus Lanciano | Vlag van Italië | Serie B    | 24         | 0          | 1     | 0     | —        | —        | 25     | 0      |
| 2015/16 | Atalanta Bergamo  | Vlag van Italië | Serie A    | 14         | 2          | 1     | 0     | —        | —        | 15     | 2      |
| 2016/17 | Atalanta Bergamo  | Vlag van Italië | Serie A    | 33         | 8          | 2     | 0     | —        | —        | 35     | 8      |
| 2017/18 | AC Milan          | Vlag van Italië | Serie A    | 2          | 0          | 0     | 0     | 3        | 0        | 5      | 0      |
| 2018/19 | AC Milan          | Vlag van Italië | Serie A    | 12         | 0          | 2     | 0     | 0        | 0        | 14     | 0      |
| 2019/20 | AC Milan          | Vlag van Italië | Serie A    | 16         | 0          | 2     | 0     | —        | —        | 18     | 0      |
| Totaal  | Totaal            | Totaal          | Totaal     | 118        | 10         | 9     | 0     | 3        | 0        | 130    | 10     |

## Interlandcarrière
Conti kwam uit voor diverse Italiaanse nationale jeugdelftallen. In 2015 debuteerde hij in Italië –21.